# Livro Negro do Padre Dinis
Livro negro do Padre Dinis é o título de um romance de Camilo Castelo Branco, escrito em 1855.

## Adaptações televisivas
Juntamente com os romances Amor de perdição e Mistérios de Lisboa é a base da telenovela luso-brasileira Paixões proibidas.